# اس‌ام‌اس لترینگن
اس‌ام‌اس لترینگن (به انگلیسی: SMS Lothringen) یک کشتی بود که طول آن ۱۲۷٫۷ متر (۴۱۹ فوت) بود. این کشتی در سال ۱۹۰۴ ساخته شد.